# 박태권
박태권(1946년 9월 27일~)은 대한민국의 정치인이다. 제29대 충청남도지사이며 제13대 국회의원을 지냈다.

## 역대 선거 결과
|  | 6.33% |

|  | 18.89% |

|  | 34.10% |

|  | 33.54% |

|  | 28.10% |

|  | 17.02% |

|  | 33.03% |

|  | 12.56% |